# Mammifères (album de Miossec)
Albums de Christophe Miossec
Ici-bas, ici-même
(2014) Mammifères aux Bouffes du Nord
(2017)
Mammifères est le dixième album studio de Christophe Miossec sorti le 27 mai 2016 sur le label Columbia Records.

## Liste des titres
| No  | Titre             | Durée |
| --- | ----------------- | ----- |
| 1.  | On y va           |       |
| 2.  | Après le bonheur  |       |
| 3.  | La vie vole       |       |
| 4.  | Les Mouches       |       |
| 5.  | Les Écailles      |       |
| 6.  | La nuit est bleue |       |
| 7.  | Alouette          |       |
| 8.  | Cascadeur         |       |
| 9.  | Le Roi            |       |
| 10. | L'Innocence       |       |
| 11. | Papa              |       |

## Musiciens
- Christophe Miossec : chant
- Leander Lyons : guitare, guitare basse
- Mirabelle Gilis : violon
- Johann Riche : accordéon

## Influences
L'album Mammifères est marqué musicalement par des influences folk, de musique tzigane et de tango, apportées par la présence d'un accordéon et d'un violon,. De plus, cet album est le second à ne contenir que peu de percussion, comme ce fut le cas dans Boire. D'un point de vue de l'écriture, Miossec reconnaît que l'attentat contre Charlie Hebdo et les attentats de novembre 2015 ont fortement pesé sur au moins trois chansons de son album et sur la décision d'organiser une longue tournée dans de nombreuses petites salles en France afin d'être au plus proche du public durant cette période.
De plus, cet album est aussi la conséquence de changements dans la vie de Miossec, qui non seulement s'est installé à Paris dans le quartier de Ménilmontant – ayant quitté sa maison au bord de la mer d'Iroise – mais a fait la rencontre, musicale et personnelle, de la violoniste Mirabelle Gilis, très présente sur l'album.
Enfin, cet album est le premier du chanteur produit par une major, le label Columbia appartenant à Sony Music Entertainment, Miossec ayant quitté le label PIAS, son éditeur de toujours.